# Keramikmuseum Westerwald
Das Keramikmuseum Westerwald in Höhr-Grenzhausen bezeichnet sich als Deutsche Sammlung für Historische und Zeitgenössische Keramik.

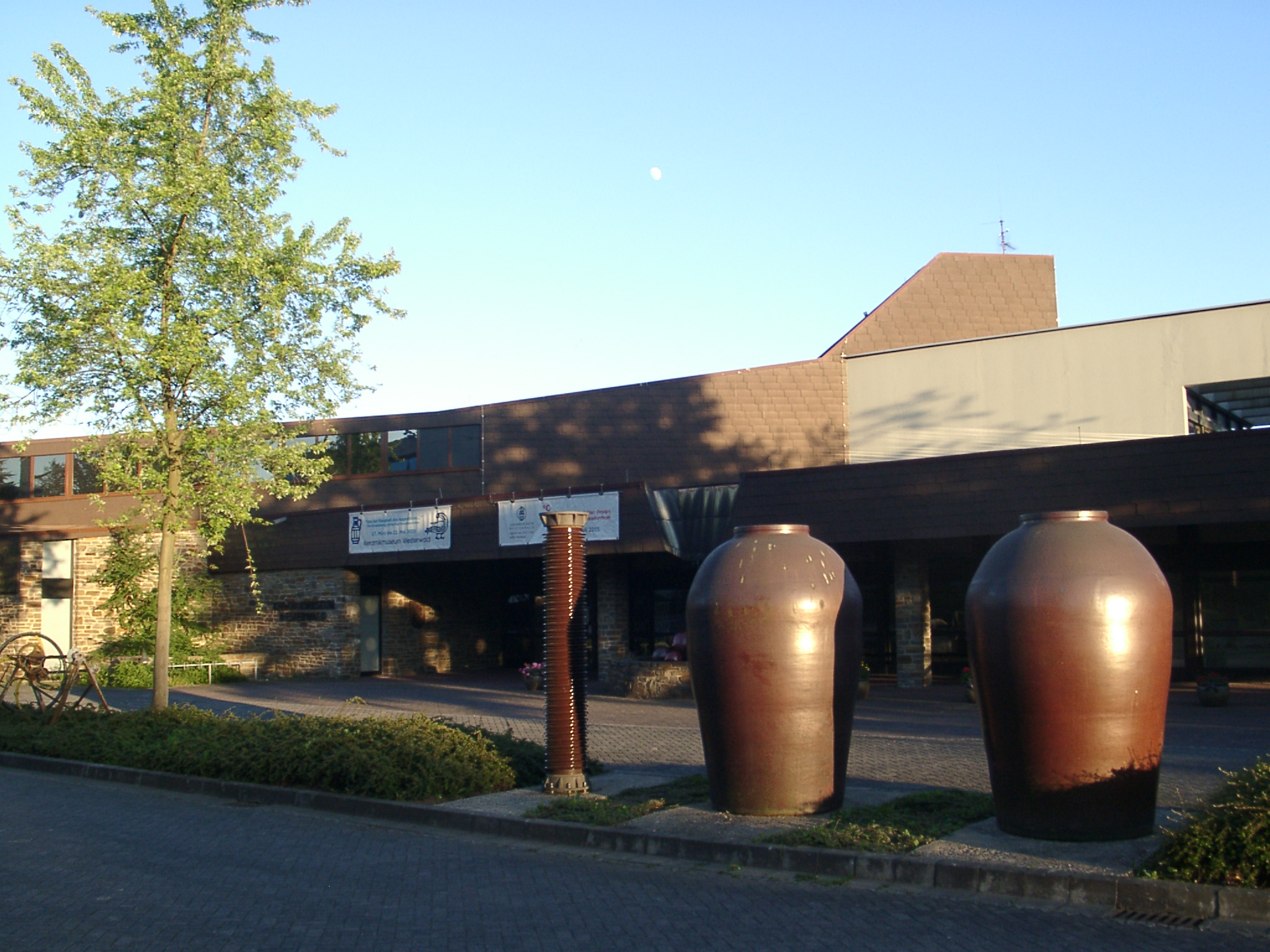
Außenansicht (2005)

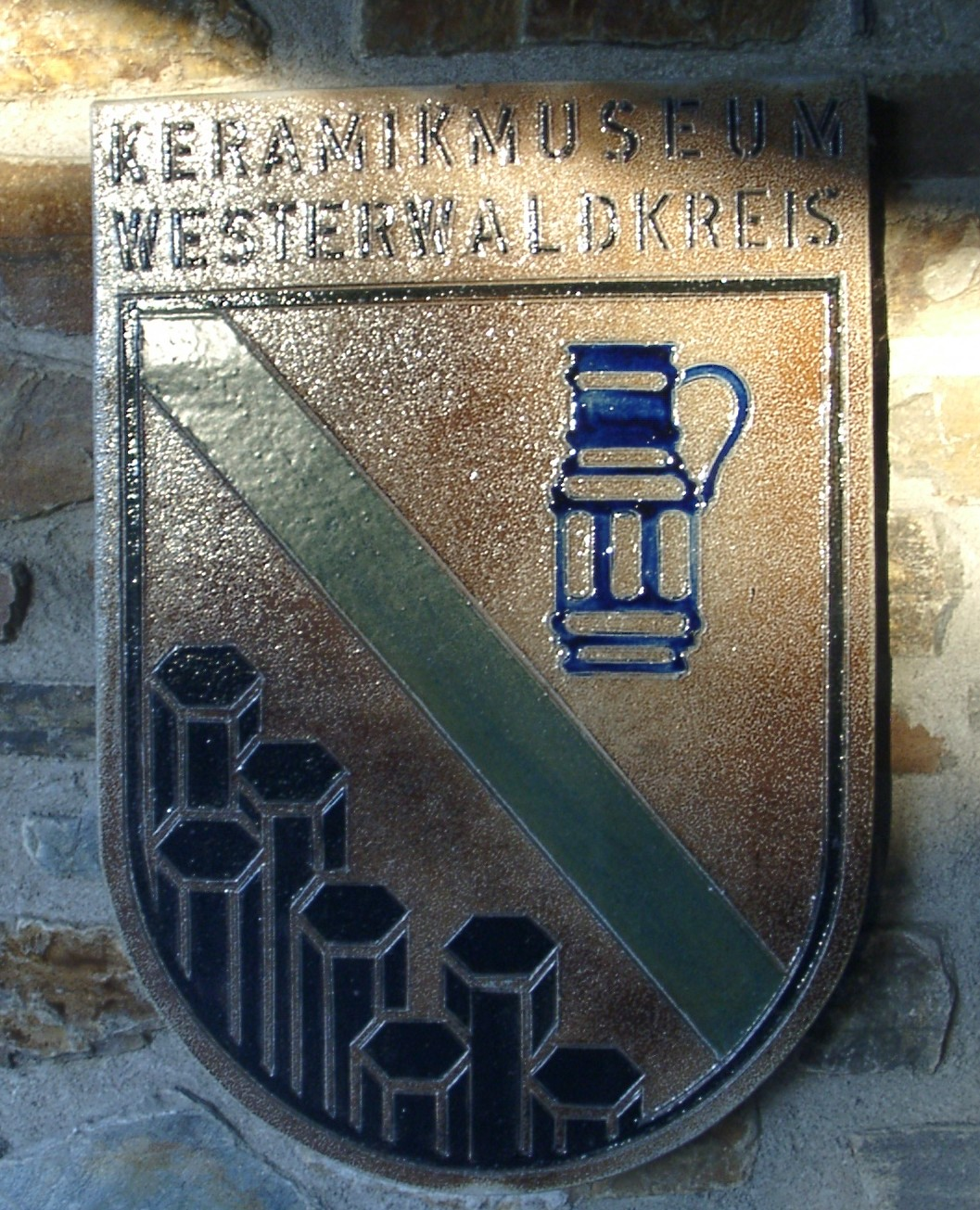
Wappentafel am Museum

## Beschreibung
Auf ca. 2000 m² Ausstellungsfläche zeigt das im Jahr 1982 fertiggestellte Keramikmuseum die Geschichte der Keramik.
Ein Schwerpunkt ist die ständige Sammlung des im Kannenbäckerland rund um Höhr-Grenzhausen gefertigten salzglasierten Steinzeugs.
Gegründet als Museum für zeitgenössische und historische Keramik, präsentiert das Museum in Sonderausstellungsbereichen technische Geräte, die das Arbeiten mit Ton dokumentieren, Modellöfen und Keramik aus Handwerk, Design und Kunst bis zur aktuellen Moderne.
Über vier Ausstellungsebenen wird dem Besucher ein Überblick über die geschichtliche Entwicklung der Keramik geboten, der vom frühen salzglasierten Westerwälder Steinzeug über Prunkgefäße der Renaissance und Jugendstilgefäße bis in die 1990er Jahre reicht. Hinzu kommen die Arbeiten zeitgenössischer Keramiker. Sonderausstellungen zeigen ausgewählte Exponate, Sammlungen und die Arbeiten von Künstlergruppen, die thematisch oder aufgrund ihrer aktuellen künstlerischen Aussage präsentiert werden.
Wechselnde Ausstellungen von Keramikern und Glaskünstlern, sowie der Gastdozenten des Instituts für Künstlerische Keramik und Glas (IKKG) der FH Koblenz sind zum Teil gleichzeitig im Keramikmuseum Westerwald (KMW) präsentiert.
Durch Leihgaben an internationale Museen und durch die Ausschreibung des Westerwaldpreises als internationalem Wettbewerb präsentiert sich das Keramikmuseum Westerwald als Forum zeitgenössischer keramischer Kunst. Des Weiteren finden regelmäßig nicht-keramische kulturelle Veranstaltungen wie z. B. Konzerte, Vorträge oder Vorlesungen im KMW statt.
Das Keramikmuseum Westerwald ist ein Geo-Informationszentrum des Nationalen GeoParks Westerwald-Lahn-Taunus.